# Canonsburg (Pensilvania)
Canonsburg es un borough ubicado en el condado de Washington en el estado estadounidense de Pensilvania. En el año 2000 tenía una población de 8.607 habitantes y una densidad poblacional de 1,430 personas por km².

## Geografía
Canonsburg se encuentra ubicado en las coordenadas 40°15′43″N 80°11′6″O / 40.26194, -80.18500.

## Demografía
Según la Oficina del Censo en 2000 los ingresos medios por hogar en la localidad eran de $31,184 y los ingresos medios por familia eran $42,793. Los hombres tenían unos ingresos medios de $32,458 frente a los $22,733 para las mujeres. La renta per cápita para la localidad era de $17,469. Alrededor del 8.9% de la población estaba por debajo del umbral de pobreza.